# 福井市酒生小学校
福井市酒生小学校（ふくいし さこうしょうがっこう）は、福井県福井市にある公立小学校。

## アクセス
- 京福バス
  - 56 池田線「成願寺」下車。
  - 59 大野線（曽万布・川上経由）「成願寺」下車。